# Гробница Кира

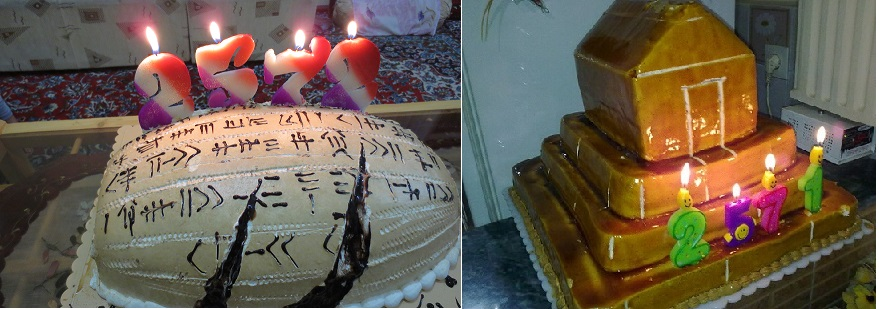
Торт в форме цилиндра Кира и пирог в форме гробницы Кира в Пасаргадах

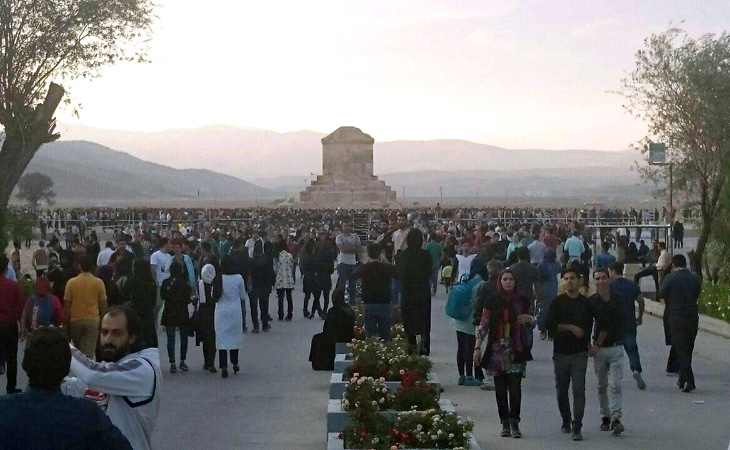
Иранцы празднуют день Кира Великого в Пасаргадах (2016)

Гробница Ки́ра (перс. آرامگاه کوروش بزرگ‎) — бывшая усыпальница персидского царя Кира II Великого, построенная в VI веке до н. э.
Расположена в основанной Киром II столице Пасаргады (Иран). Представляет собой пирамиду из шести ступеней, на вершине которой установлена сама гробница в виде домика с одним входом. Осквернена после завоевания Персии Александром Македонским в IV веке до н. э.

## История
После смерти Кира в сражениях против массагетов тело царя было забальзамировано, доставлено в Пасаргады и положено в гробницу.

Древнегреческий историк Арриан так описывал это место: «В Пасаргадах в царском саду находится гробница Кира; вокруг неё — роща, усаженная разнообразными деревьями и орошаемая ручейками, и луг с высокой травой… В Комнате стоит золотой гроб, в котором было заключено тело Кира, а возле гроба — ложе; ножки ложа золотые, кованые; здесь лежали ковры из вавилонских тканей и меховые ковры багряного цвета; лежал здесь и кандис и другие одежды вавилонской работы, и медийские анаксариды, и ризы фиолетовые, пурпурные и других цветов, и ожерелья, и сабли, и серьги из золота с драгоценными камнями. Здесь же стоял стол. Посередине же ложа стоял гроб, заключавший тело Кира. На ложе лежало оружие неимоверной ценности, которым обычно пользовался Кир…». Плутарх упоминает о надписи, которая была начертана на гробнице: 
Человек, кто бы ты ни был и откуда бы ты ни шёл, потому что я знаю, что ты придёшь, я — Кир, приобретший царство для персов. Не лишай же меня той небольшой земли, что окружает моё тело.
 Здесь рассказ Плутарха перекликается с сообщениями Страбона и Арриана, которые опирались на описание Аристобула: «Человек, я — Кир, сын Камбиза, установивший царство для персов и властвовавший над Азией. Не лишай же меня памятника» (Арриан); «Человек, я — Кир, приобретший царство для персов и властитель Азии; не лишай же меня памятника» (Страбон). Описание гробницы согласно Страбону и Арриану соответствует параметрам постройки, обнаруженной в 1960-е годы экспедицией профессора Британского института изучения Персии Д. Стронаха. Строительство сооружения, отождествляемого с усыпальницей Кира, было начато при жизни Кира II и завершено при его сыне Камбизе. По сообщению Аристобула в пересказе двух греческих авторов, Александр бывал у гробницы Кира дважды: первый раз — при вторжении в Персиду в 330 году до н. э. Тогда Аристобул исполнил приказ Александра «проникнуть внутрь и украсить гробницу».

### Осквернение гробницы
Об осквернении гробницы рассказывают античные историки Арриан, Курций Руф, Плутарх и Страбон. Рассказ Курция сильно отличается от сообщений трёх других авторов. Согласно Курцию, грабители вынесли из гробницы золото и серебро, и Александр при посещении усыпальницы не застал ничего, «кроме круглого щита, да и то ветхого, а также двух скифских луков и акинака». Всё было похищено, кроме подножия и гроба; тело было вынуто из гроба, который хотели разломать, чтобы удобнее можно было увезти, и на нём видны ещё были признаки ударов злоумышленников, которые, не преуспев в своём намерении, вынуждены были его оставить. Аристобул говорит, что он сам получил приказание Александра восстановить гробницу, собрать кости в гроб, закрыть его, исправить повреждения, устлать подножие коврами и всем прежним великолепием, заложить камнями дверь и оставить на ней печать царя.
По Курцию, евнух Александра Багой обвинил в содеянном своего прежнего обидчика — сатрапа Орксина, которого Багой лично зарезал. Страбон, ссылаясь на Аристобула, сообщает о том, что усыпальница была разграблена, «несмотря на находящуюся охрану в лице магов, ежедневно получавших в пищу барана, а раз в месяц — лошадь». Александр решил допросить магов и «подверг их пытке, чтобы они выдали совершивших разграбление. Подвергнутые пыткам нисколько не выдали ни себя, ни другого, и другим каким-либо образом не были изобличены в том, что они были свидетелями происшествия. После этого магов отправили прочь от Александра».

## Архитектура
Гробница расположена на дороге к западу от цитадели. Погребальная камера размерами 3,16×2,18 м с двускатной крышей установлена на шестиступенчатый пьедестал 5,5 м высоты. Всё сооружение высотой 11 м сложено из блоков известняка, высота которых в рядах кладки постамента последовательно уменьшается. У нижних карнизов гробницы и её оснований — греческий изогнутый профиль. Гробница является единственной постройкой в Персии, имеющей фронтон. Под потолком имеется две наглухо закрытые камеры. Дверной проём: 1,39 м высотой и 0,78 м в шириной. Мусульмане устанавливали по сторонам памятника ряд колонн, которые были собраны с территории дворца.
По одному из мнений, данная гробница в частности послужила прототипом для мавзолея Ленина, работы архитектора Щусева.

## Галерея

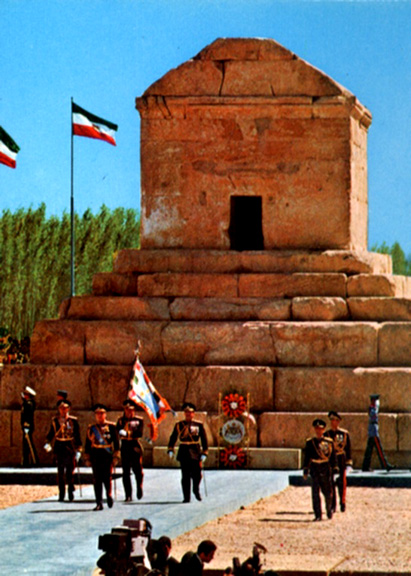
Празднование Шахом Ирана в 1971 году 2500-летия Персии.
Анимированное изображение мавзолея.
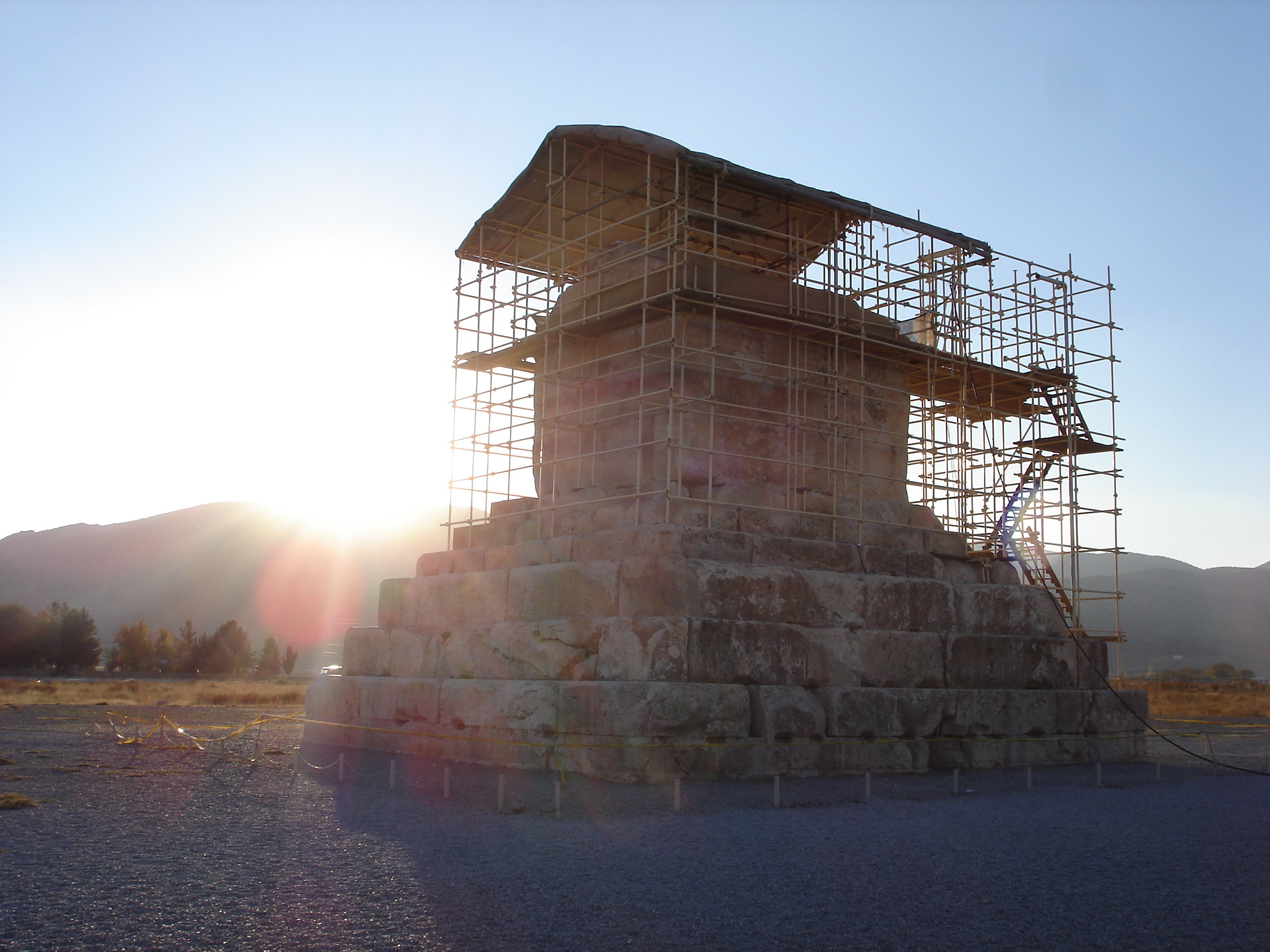
Гробница Кира находится под ремонтом.
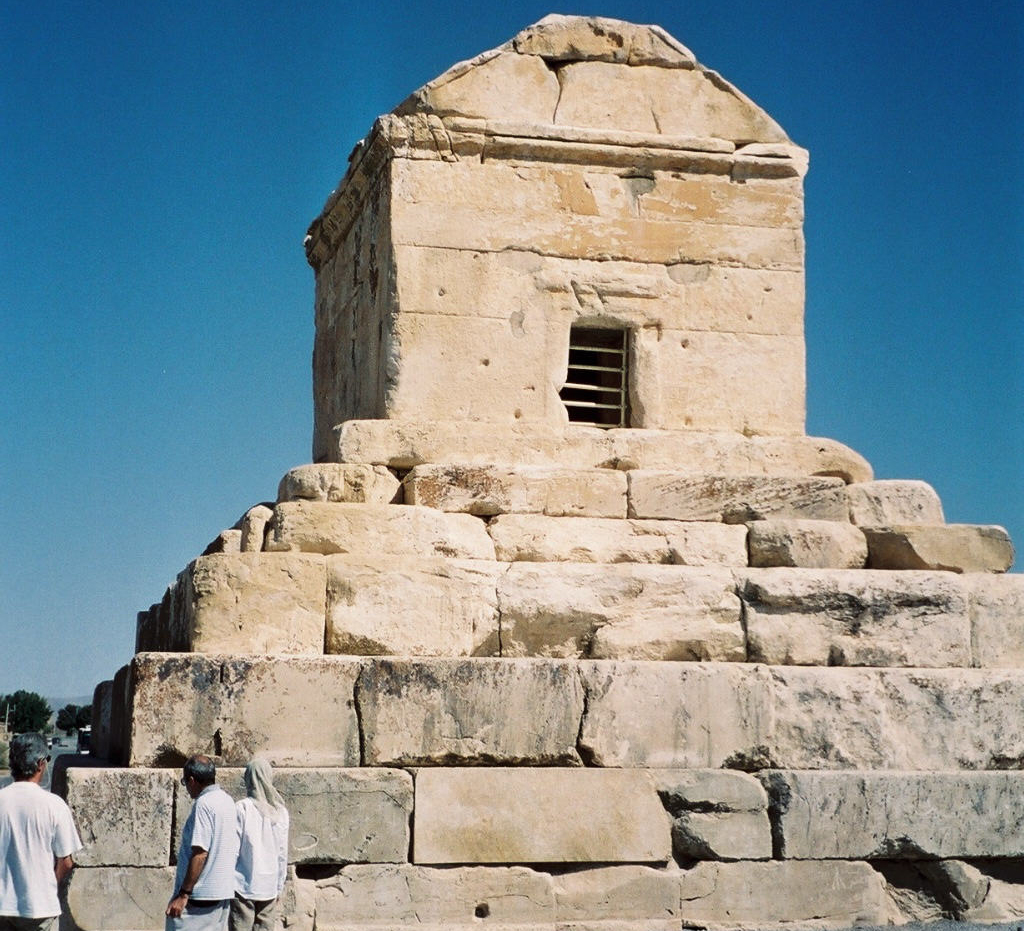
Мавзолей Кира Великого в Иране.
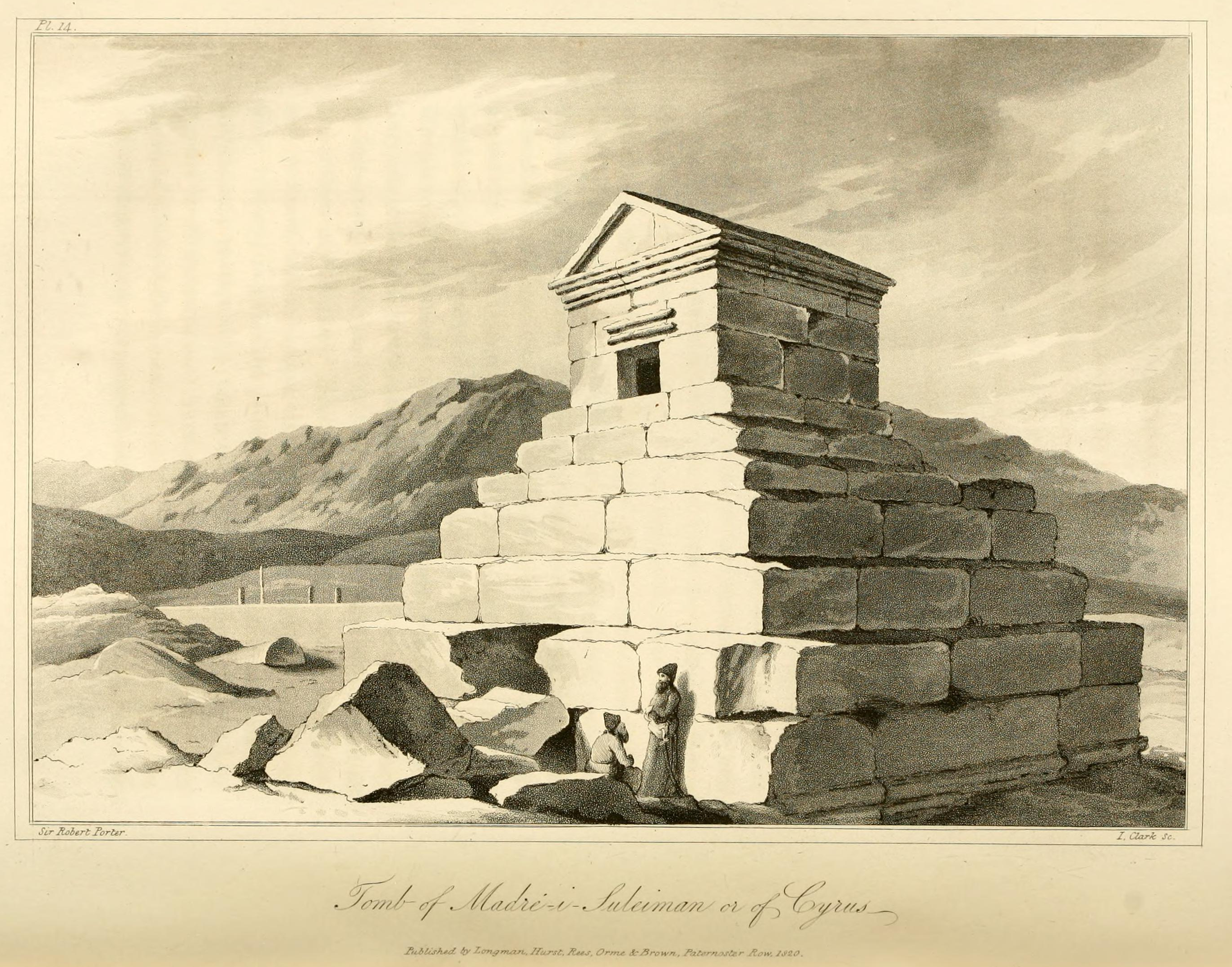
Работа Роберта Кер Портера, 1818
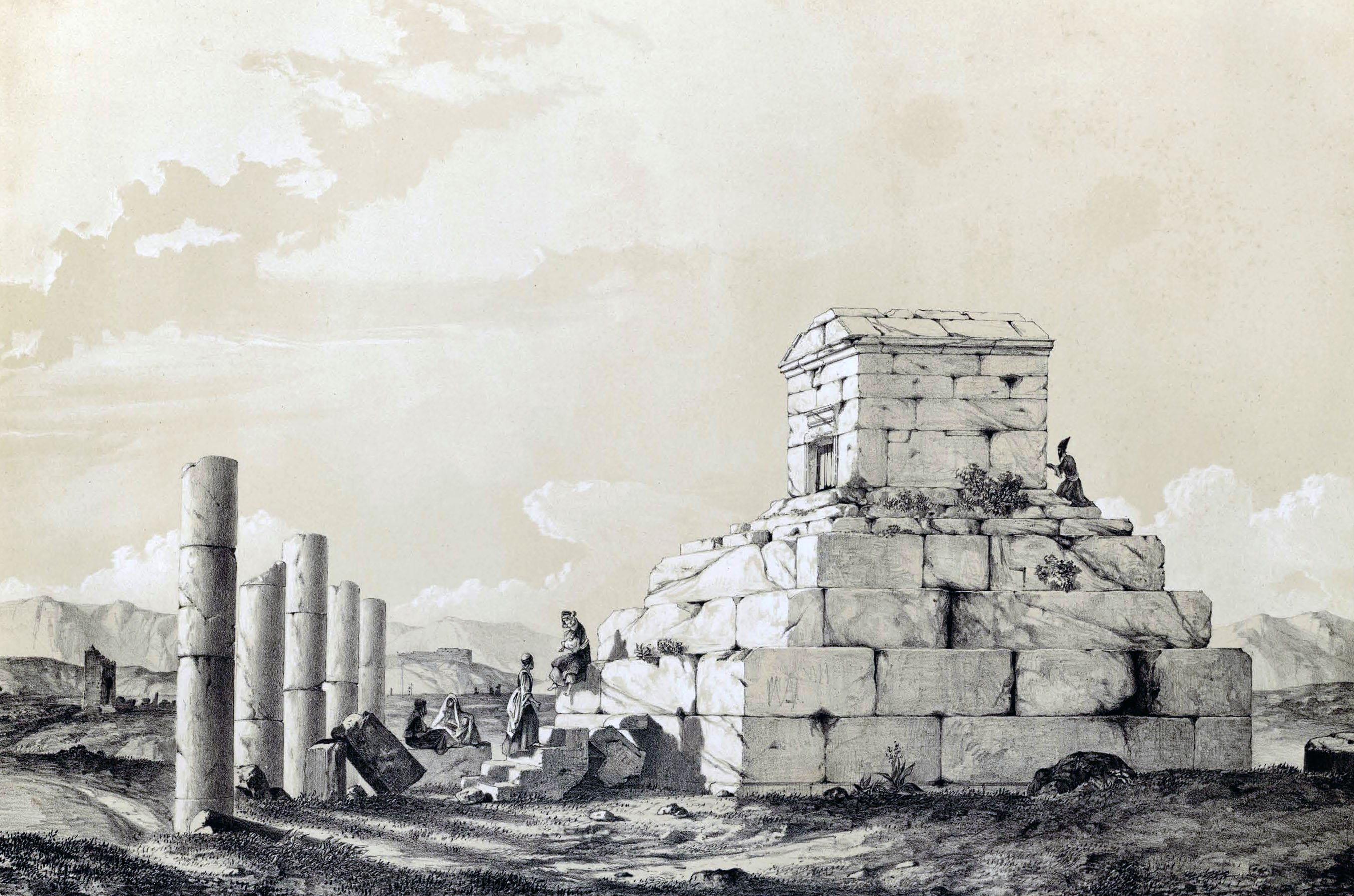
Пасаргады работы Эжена Фландена, 1840
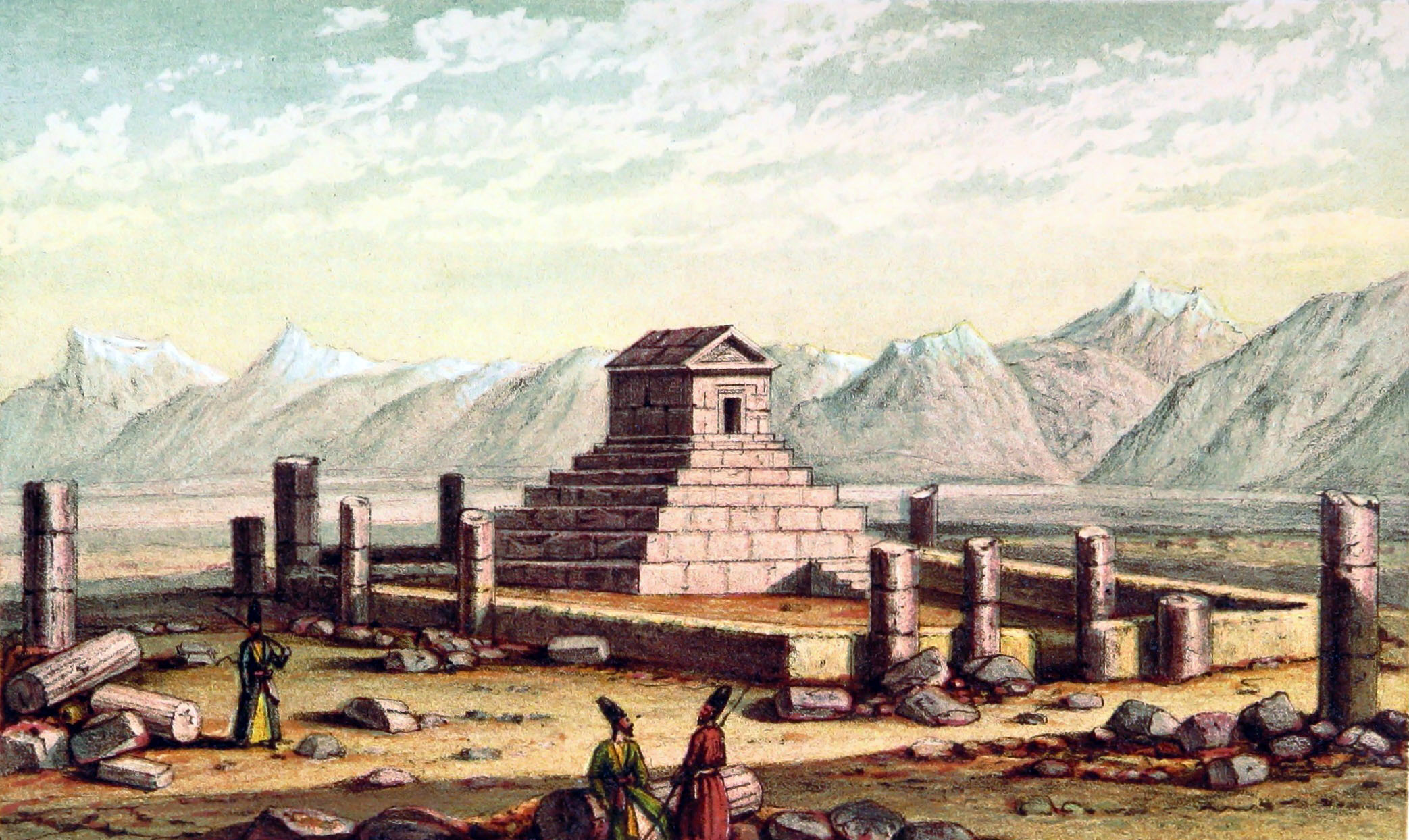
Джон Ашер, 1865
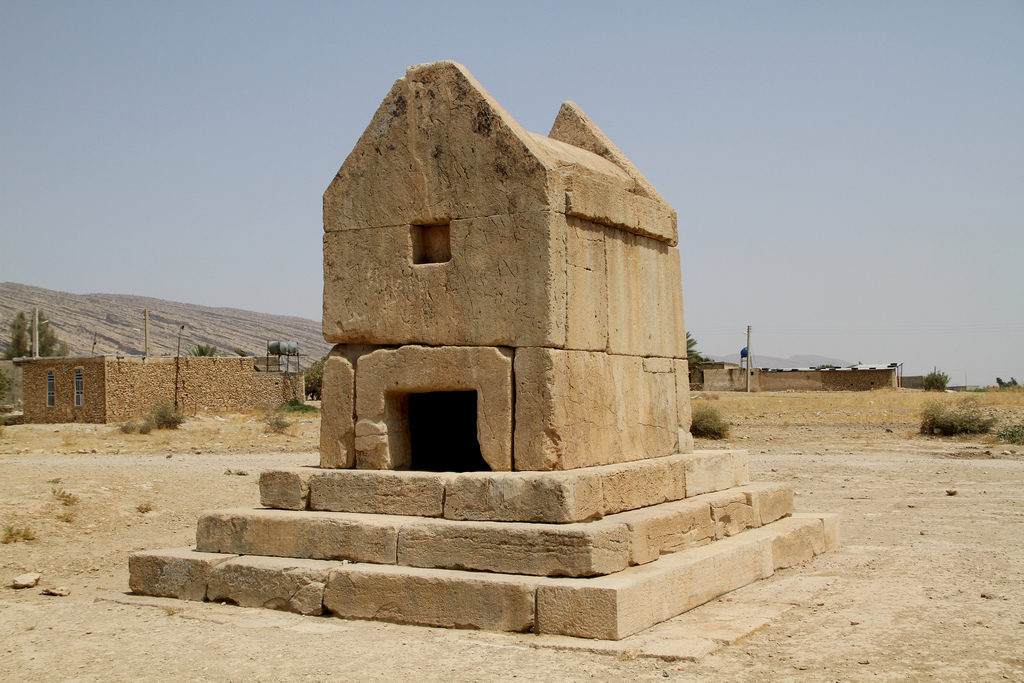
Гур-е Дохтар, возможная гробница Кира I
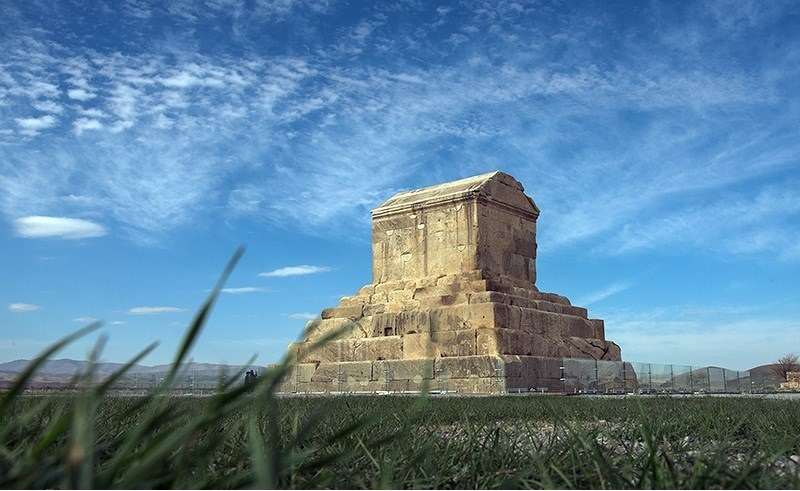
Гробница Кира Великого